# Siedlice, Szczecinecki
Siedlice [ɕɛˈdlit͡sɛ] là một khu định cư ở quận hành chính của Gmina Szczecinek, thuộc huyện Szczecinecki, Zachodniopomorskie, ở tây bắc Ba Lan.
Trước năm 1945, khu vực này là một phần của Đức.